# Catllar
Catllar (în catalană Catllà) este o comună în departamentul Pyrénées-Orientales din sudul Franței. În 2009 avea o populație de 716 de locuitori.

## Evoluția populației
| An        | 1975 | 1982 | 1990 | 1999 | 2006 | 2009 |
| --------- | ---- | ---- | ---- | ---- | ---- | ---- |
| Populație | 535  | 617  | 692  | 639  | 687  | 716  |